# Corgo (Galiza)

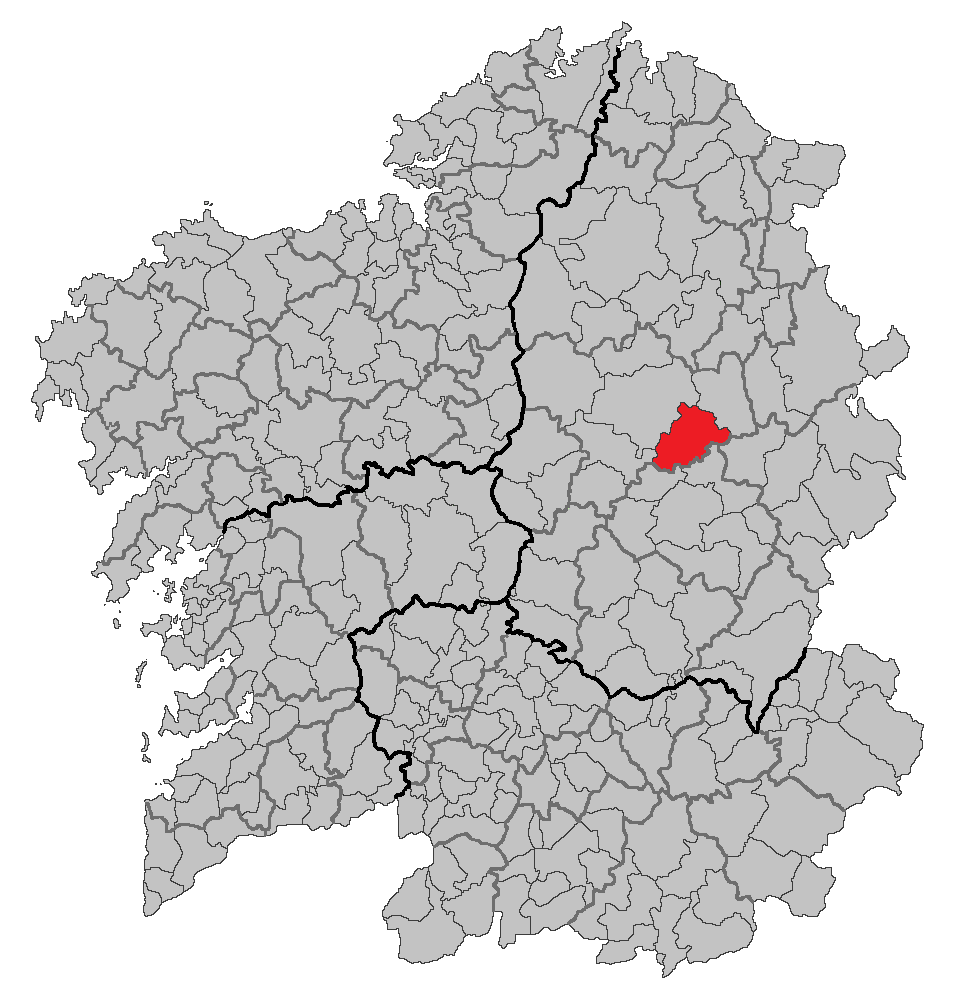
Localização do Corgo

O Corgo (O Corgo em galego, Corgo em espanhol) é um município da Espanha na província de Lugo, comunidade autónoma da Galiza, de área  km² com população de 4095 habitantes (2007) e densidade populacional de 27,11 hab/km².

## Demografia
| Variação demográfica do município entre 1991 e 2004 | Variação demográfica do município entre 1991 e 2004 | Variação demográfica do município entre 1991 e 2004 | Variação demográfica do município entre 1991 e 2004 |
| --------------------------------------------------- | --------------------------------------------------- | --------------------------------------------------- | --------------------------------------------------- |
| 1968                                                | 1488                                                | 2001                                                | 2004                                                |
| 4806                                                | 4556                                                | 4280                                                | 4264                                                |

o cirgo eum rio fedorento